# Джованні Белліні
Джова́нні Беллі́ні (італ. Giovanni Bellini; близько 1430 — 29 листопада 1516) — італійський венеційський художник, засновник венеційської школи живопису. Молодший брат Джентіле Белліні.

## З біографії
Джованні Белліні народився в 1430 році, імовірно, у Венеції, (за іншими даними — у 1426 році). Син Якопо Белліні (1400—1471 роки), у майстерні якого разом з братом Джентіле Белліні розпочав навчання живопису і власну кар'єру художника.
Малював портрети та різні релігійні композиції. Ранні роботи Джованні Белліні створені під впливом його шурина Мантенья.
Особистий стиль Джованні виробився у 70-ті роки XV століття («Мадонна під деревом», 1487 рік; «Мадонна зі святими», 1488).
З картини «Мадонна зі святими» (1505 рік) починається останній період творчості митця 1505. Наприкінці життя Белліні став найкращим живописцем пейзажів. Альбрехт Дюрер писав про нього у 1506 році: «Він дуже старий, але він усе ще найкращий художник».
Джованні Белліні був учителем Джорджоне й Тіціана.
Помер Джованні Белліні в 1516 році в Венеції.

## Творчість

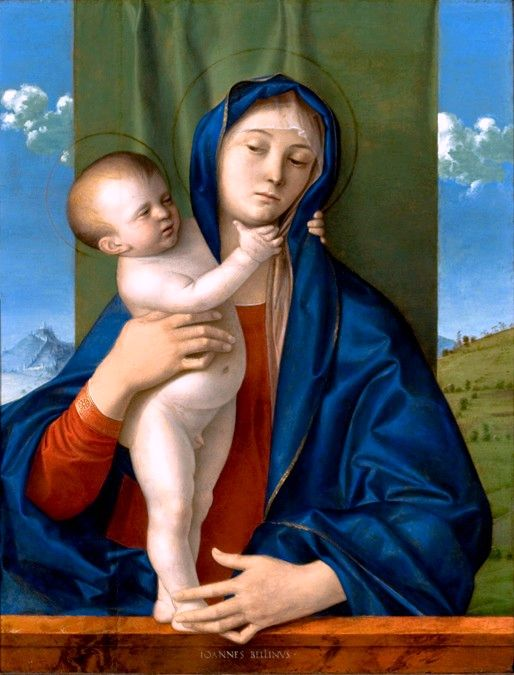
«Мадонна», 1480-90 рр.

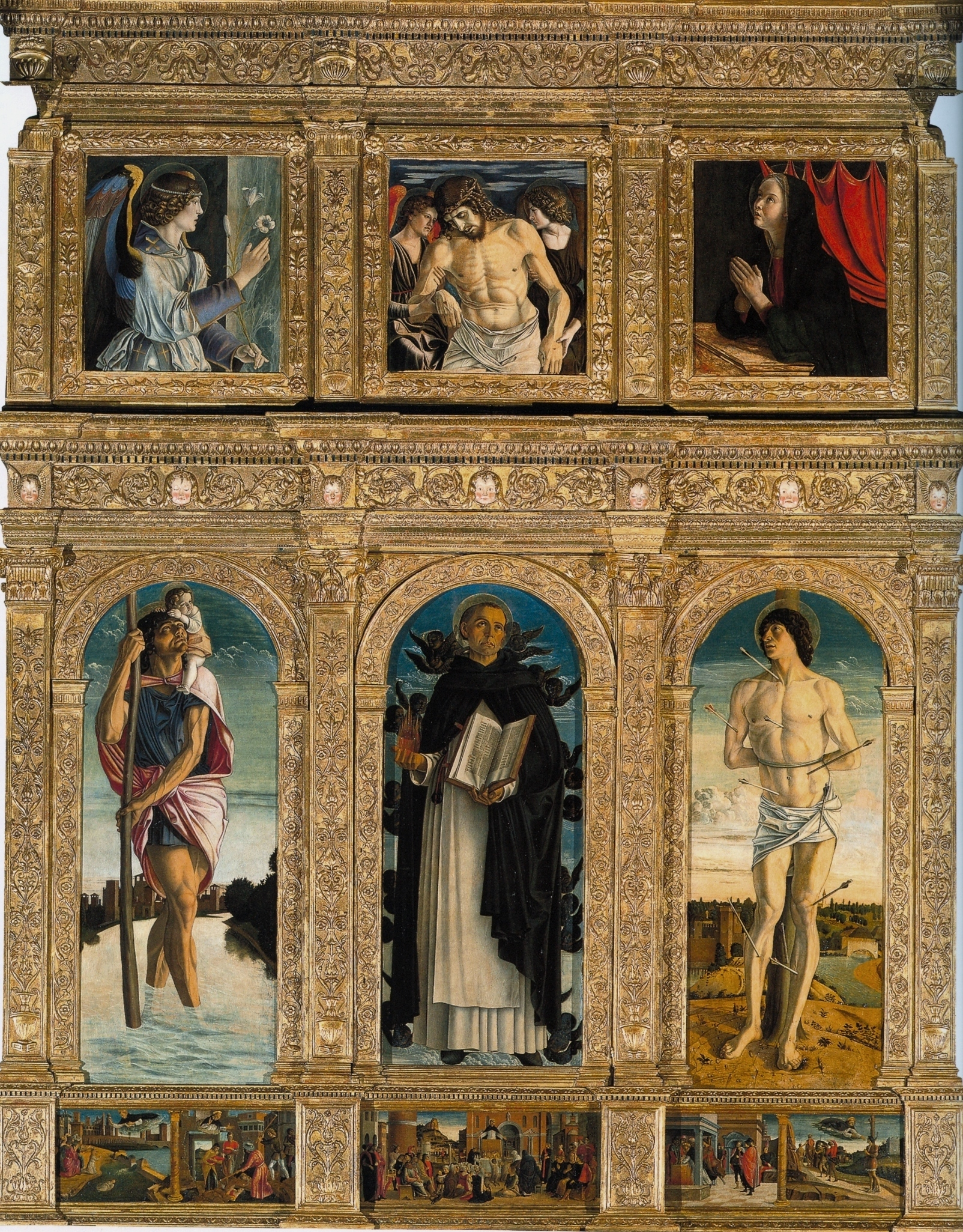
Джованні Белліні. Поліптих св. Винцента Феррерського. 1465г. Венеція, церква Сан Джованні е Паоло.

Стиль Джованні Белліні коливався від статичної манери венеційських робіт середини XV сторіччя до гармонії і пишноти робіт епохи Високого Відродження, як, наприклад, у вівтарі Церкви Святого Захарія, Венеція (1505). Митець запровадив м'які тони, гармонію в композицію і використовував світлі кольори, що гарно вплинуло на наступне покоління живописців. На само́го ж митця, вважається, вплинула голландська школа з її зосередженням на деталях. Цей же вплив, водночас не приводить митця до еклектизму, йому вдається дуже гармонійно поєднувати найкращі здобутки сучасних йому образотворчих шкіл.
У Джованні Белліні різноманітна тематика, чимало Мадонн. Визначна новація — введення у картину пейзажу, причому не пов'язаного з основним сюжетом художнього твору. Твори митця — емоційні, але дуже м'які, дарують відчуття спокою і благодаті.
Художник писав переважно олійними фарбами, а не темперою. Са́ме з серед. 70-х рр. XV ст. Джованні оволодів новою для Венеції технікою олійного живопису. Колорит майстра набув насиченості й теплоти. Твори Джованні Белліні (Мадонни, вівтарні образи, сцени з Євангелія на тлі пейзажу, алегорії та портрети) відзначаються спокійною величчю, глибиною почуття та поетичністю.
Як офіційний художник Венеційської республіки, малював портрети дожів, що очолювали уряд. Після смерті Джованні Белліні цю посаду отримав Тіціан.
Але драматичні твори трапляються й в його творчості: «П'єта з двома янголами» (Берлін), «Сини п'яного Ноя ховають від Хама оголене тіло батька» (Безансон, Франція) тощо. Але він здебільшого майстер гармонії, поетичного настрою, музичних акордів, які так вдавалися учню Джорджоне із Кастельфранко (близько 1478—1510).

## Мадонна з грецьким написом

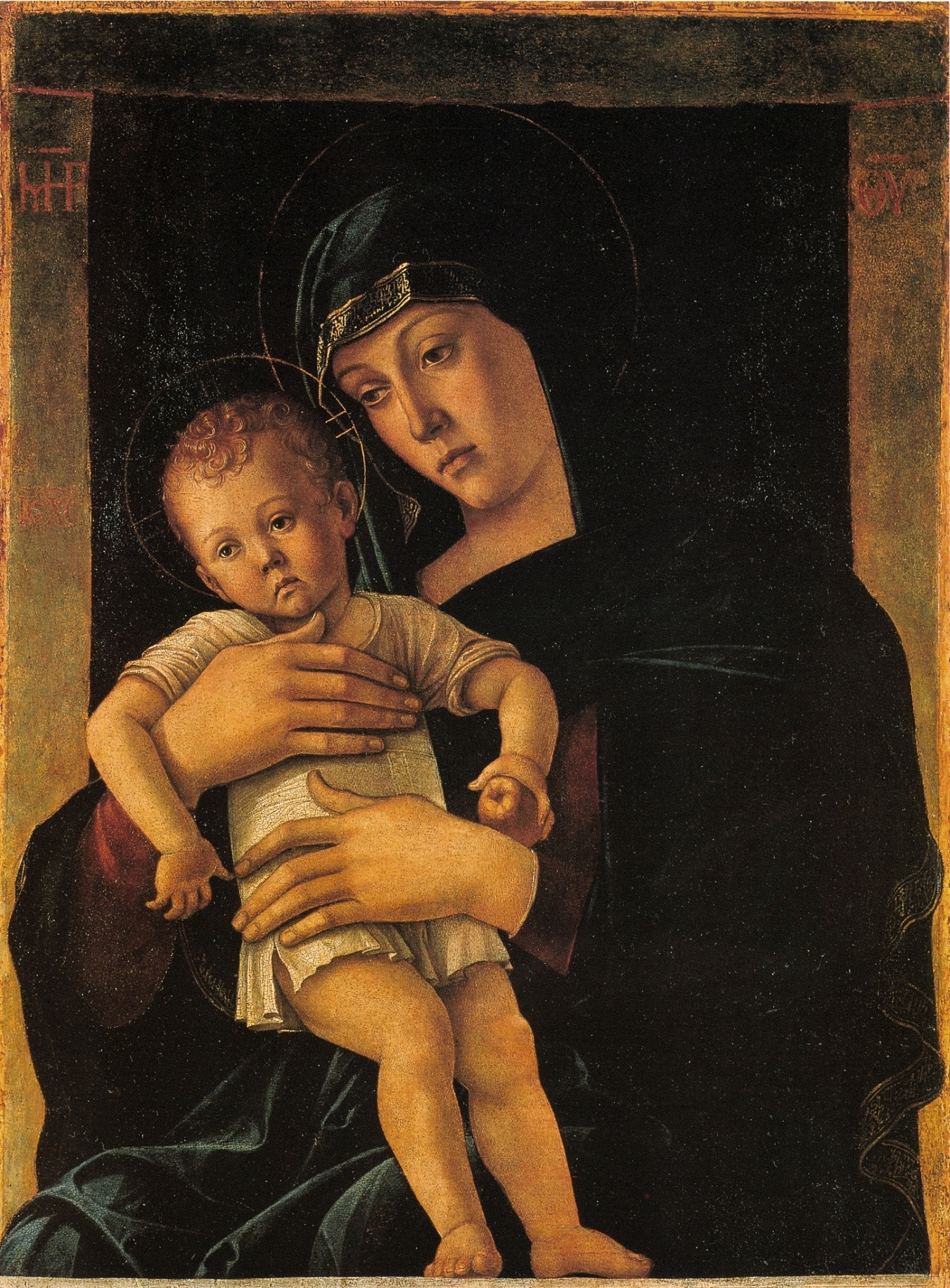
Джованні Белліні. «Мадонна з грецьким написом», до 1464 р.

Для релігійного живопису України цікава спроба Белліні використати надбання Візантії в своєму творі «Мадонна з грецьким написом» (Мілан, Брера). Відомо, що візантійські греки постійно емігрували до Італії та Венеції. Привозили вони й свої ікони, які зберігали давні, непривабливі італійцям канони (площинність, суворість образів, знакове зображення середовища замість реального, підкорення давнім авторитетам, відмова від пошуків нового). Майстри Венеції залишили все це в минулому й навернулися до привабливої реальності. Джованні таки пригадав давні канони (сумна Богородиця, тло без краєвидів, одноманітні фарби), але багато й нового. Жоден сучасний майстер грек не зміг би так намалювати зморшки одягу Богородиці чи обличчя маленького Христа. Призначення образу православним підтверджує й грецький напис зверху, як на іконі, що дав пізню назву твору.
Художник-гуманіст, Джованні Белліні виступає як сміливий новатор, творчість якого підводить венеційських майстрів до розквіту Високого Відродження, таким чином Белліні зробив венеційську мистецьку школу найкращою у добу Ренесансу і однією з головних у західному мистецтві.

## Джованні Белліні в Україні
Музей мистецтв імені Богдана та Варвари Ханенків в Києві демонструє свою «Мадонну з немовлям» Джованні Белліні. Картину тривалий час вважали роботою невідомого майстра попри її високі художні якості.
Саме це вберегло картину від реквізиції в радянські часи та продажу за кордон, як вивезли й продали оригінал Лукаса Кранаха старшого з цього ж музею, назавжди втраченого Україною.
Оригінал Джованні Белліні розпізнав італієць Д.Фьокко лише у 1958 році, коли картини з музеїв СРСР продавали нечасто.

## Вибрані твори

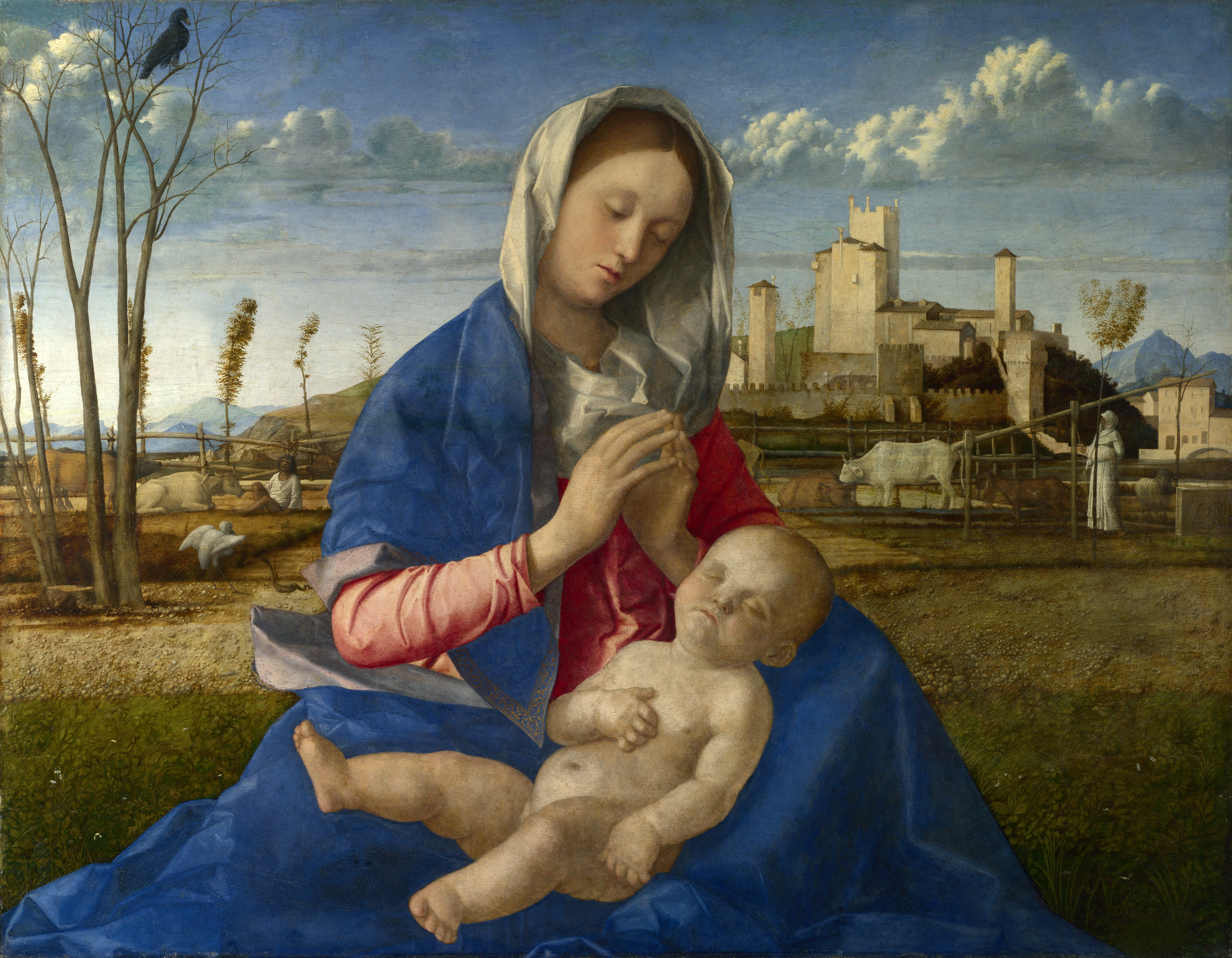
«Мадонна на луці», бл. 1500, Національна галерея, Лондон

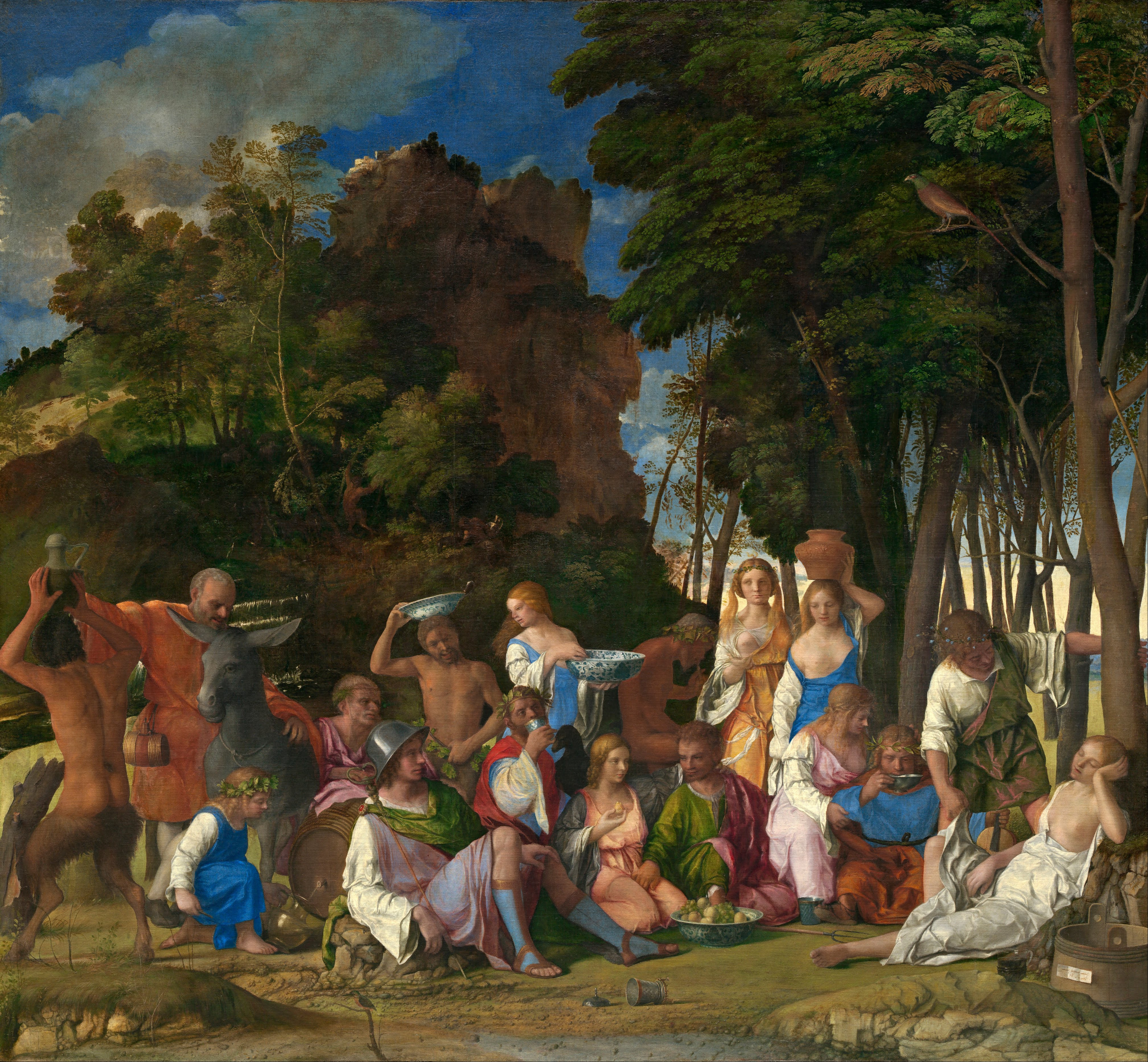
«Бенкет богів», 1514, Національна галерея мистецтва, Вашингтон

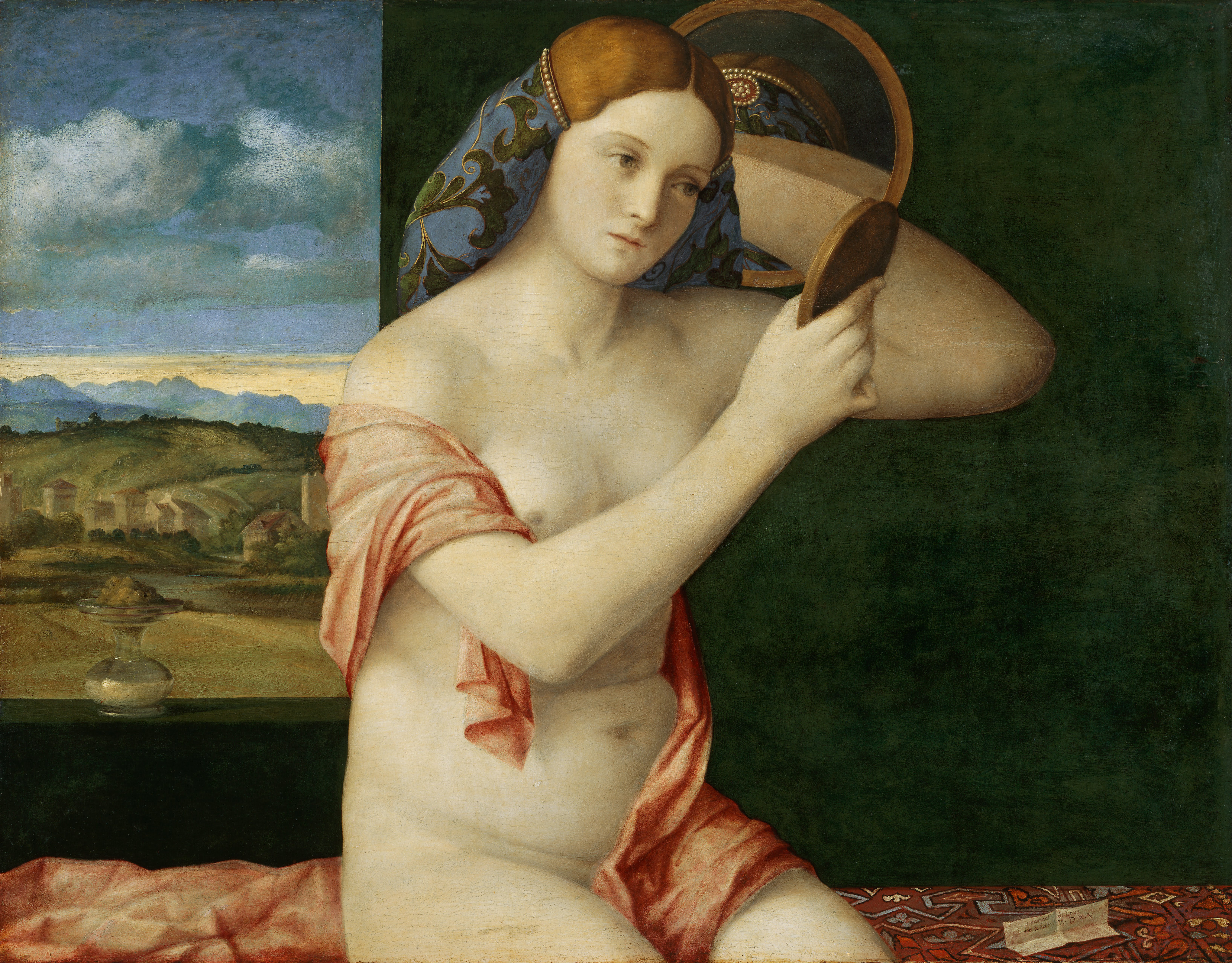
«Молода жінка за туалетом», 1515, Музей історії мистецтв, Відень

- «Мадонна з грецьким написом», 1460, Пінакотека Брера, Мілан
- «Благовіщення», Галерея Академії, Венеція
- Мадонна з немовлям, Метрополітен-музей
- «Мадонна з немовлям», поч. 16 ст., Національний музей мистецтв ім. Б. та В. Ханенків, Київ
- «Мадонна з немовлям», Бразилія
- «Мадонна з немовлям» (Мадонна Контаріні), Галерея Академії, Венеція
- «Мадонна з немовлям» (Мадонна дельї Альберетті), Венеція
- «Стрітення», Музей історії мистецтв, Відень
- «Мадонна на луці», бл. 1500, Національна галерея, Лондон
- «Вівтар Сан Джоббе», бл. 1487 р.
- «Вівтар Сан-Дзаккарія», 1505, церква Сан-Дзаккарія, Венеція
- «Бенкет богів», 1514, Національна галерея мистецтва, Вашингтон
- «Молода жінка за туалетом», 1515, Музей історії мистецтв, Відень
- «Стрітення», Галерея Кверіні Стампалья
- «Христос несе хрест», Музей Гарднер, Бостон
- «Моління про чашу», Національна галерея, Лондон
- «Святий Єронім», Уффіці, Флоренція
- «Відрубана голова Іван Хрестителя», Громадський музей, Пезаро
- «Кров Христа Заступника», Національна галерея, Лондон
- «Преображення Господнє», Музей Каподімонте, Неаполь
- «П'єта» (Оплакування Христа), Галерея Академії, Венеція
- «П'єта» (Оплакування Христа), малюнок, Уффіці, Флоренція
- «П'єта» (Оплакування Христа), Музей Польді-Пеццолі, Мілан
- «П'єта» (Оплакування Христа), Академія Каррара, Бергамо
- «П'єта» (Оплакування Христа), Берлін
- П'яний Ной і три сини, Музей мистецтв, Безансон
- Поліптих «Сан Вінченцо Феррер»
- «Свята алегорія», Уффіці, Флоренція
- «Екстаз Франциска Асізького», Колекція Фріка, Нью-Йорк
- «Свята бесіда», Галерея Академії, Венеція
- «Вівтар Барбаріго», Мурано
- «Вівтар Пезаро», Громадський музей, Пезаро
- «Вівтар Пезаро» (П'єта), Пінакотека, Ватикан
- «Вівтар Сан-Джоббе»
- «Портрет кондотьєра»
- «Портрет невідомого»
- «Дож Леонардо Лоредан»

## Обрана галерея творів

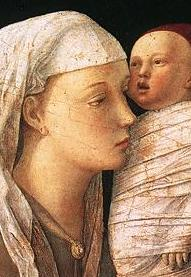
Введення до храму, бл. 1459, (фрагмент)
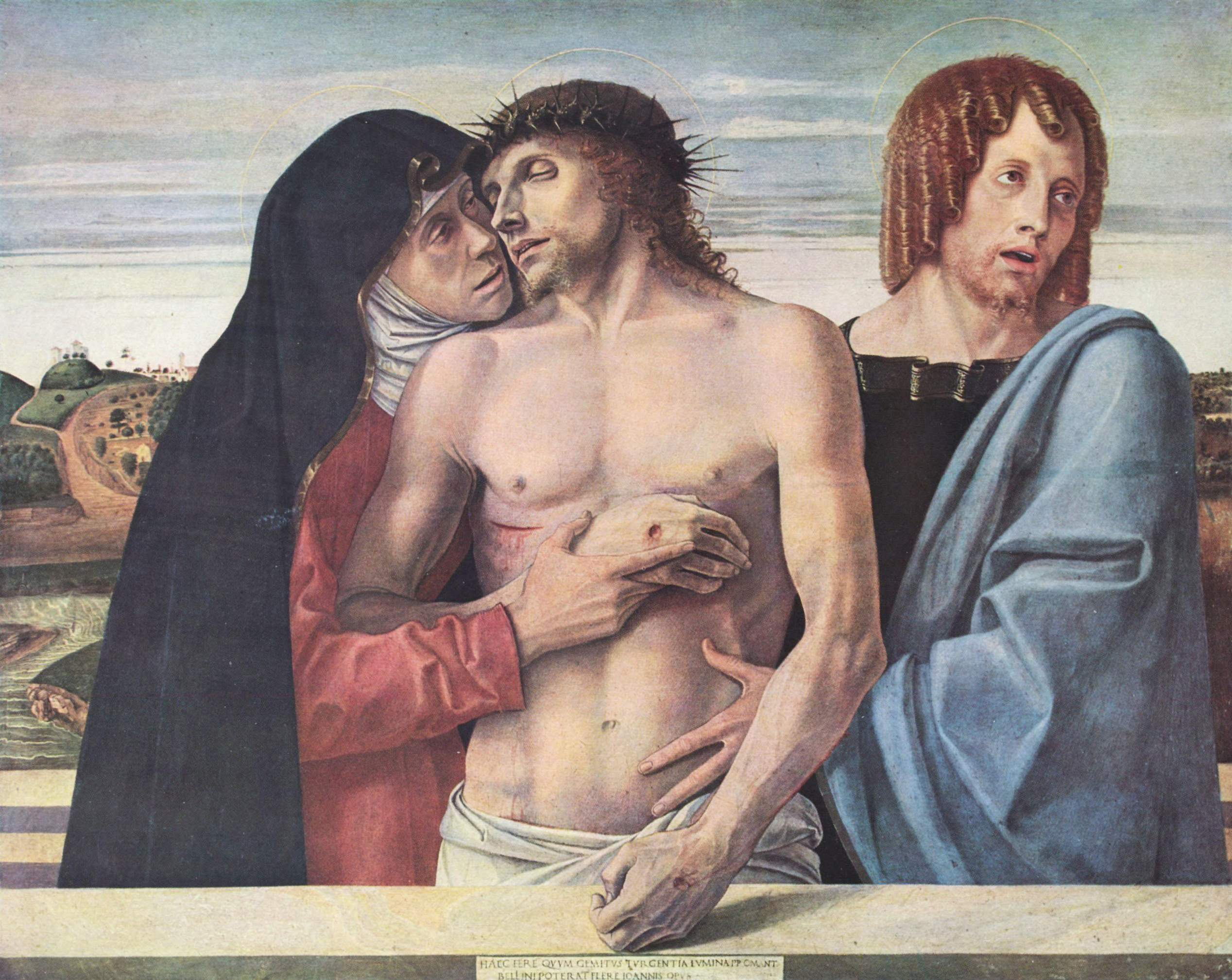
Оплакування Христа, (Жалість), бл. 1465, Пінакотека Брера, Мілан
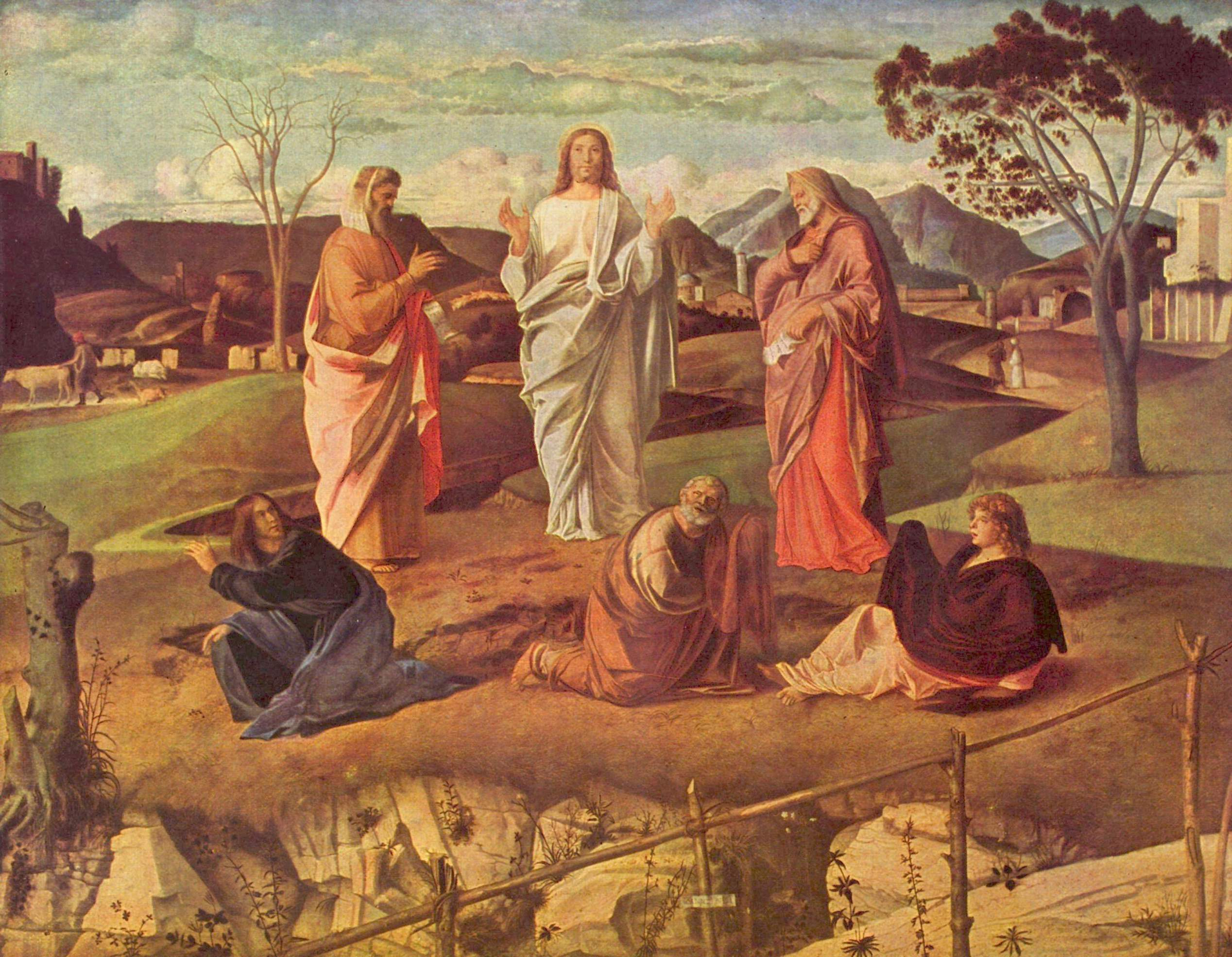
Преображення Господнє, 1480-85 роки, Каподімонте, Неаполь
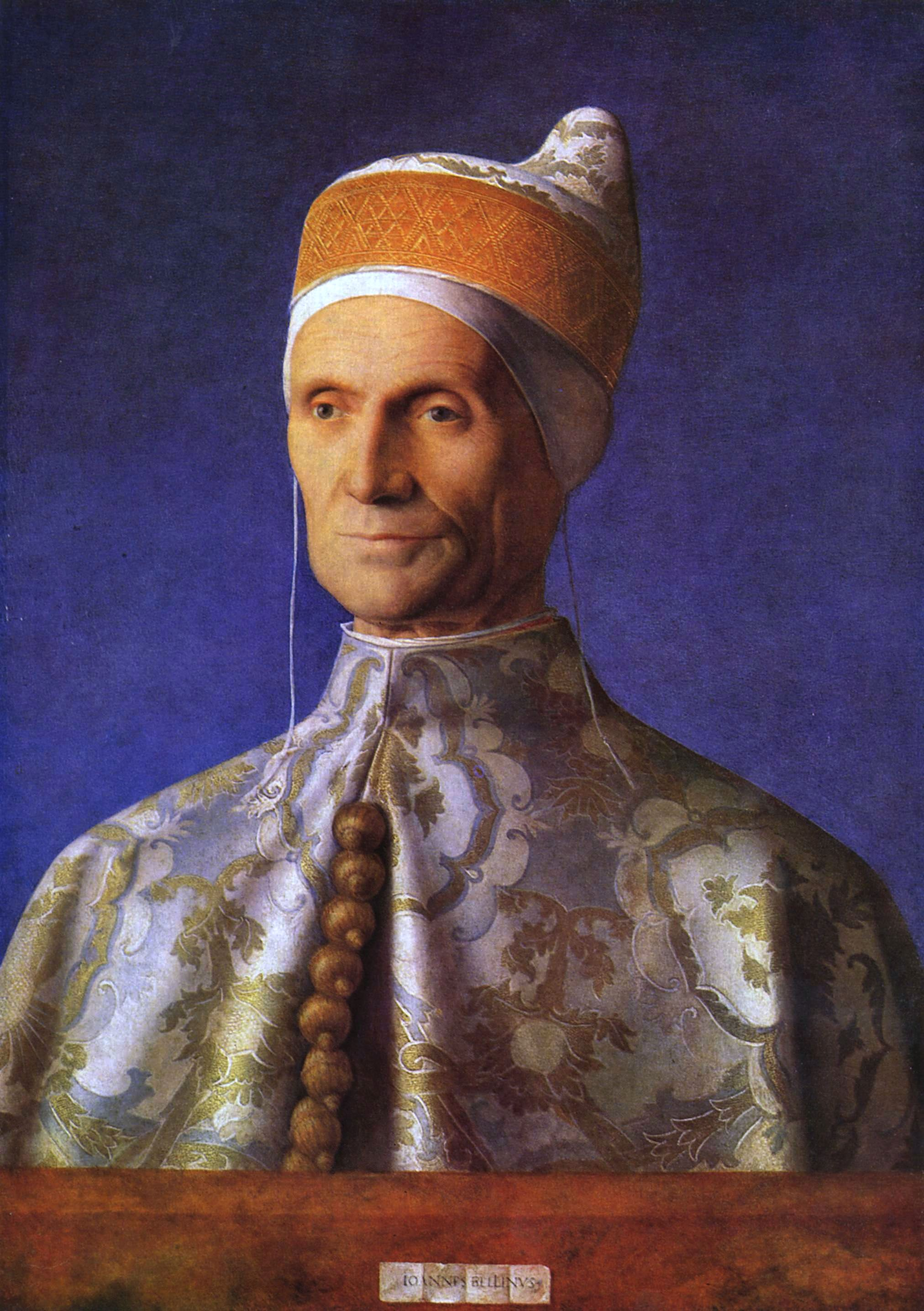
Портрет дожа Леонардо Лоредана, 1501, Національна галерея, Лондон